# Kyllian Villeminot
Kyllian Villeminot, né le 20 mai 1998 à Lyon, est un handballeur international français évoluant au poste de demi-centre au Montpellier Handball.

## Biographie
Il est le fils de Jean-François Villeminot, joueur en D1 dans les années 1980 puis entraîneur/dirigeant depuis les années 1990 du Villeurbanne Handball Association, et de Corinne Bernillon qui a joué à Dijon et en équipe de France féminine et au Club Sportif Décines section Handball.
Il se blesse au tendon d'Achille gauche en décembre 2023. Sa lésion est traitée par chirurgie, ce qui entraîne pour le joueur une absence des compétitions estimée entre six et huit mois.

## Palmarès

### En club
compétitions internationales
- vainqueur de la Ligue des champions en 2018 (avec Montpellier Handball)

compétitions nationales
- vainqueur du Trophée des champions en 2018 (avec Montpellier Handball)
- finaliste de la coupe de France en 2017 (avec Montpellier Handball)

### En équipes nationales
autres
- vainqueur du championnat du monde junior en 2019[1]
- finaliste du championnat d'Europe junior en 2018
- vainqueur du championnat du monde jeunes en 2017
- vainqueur du championnat d'Europe jeunes en 2016

### Distinctions individuelles
- élu meilleur demi-centre du championnat du monde junior 2019[3]
- élu meilleur demi-centre du championnat d'Europe junior 2018[4]
- élu meilleur joueur du championnat du monde jeunes 2017[5]
- élu meilleur joueur du championnat d'Europe jeunes 2016[6]